# الجمعية الوطنية لمرشدات الإكوادور
الجمعية الوطنية لمرشدات الإكوادور هي المنظمة الإرشادية الوطنية في الإكوادور. تأسست المنظمة في عام 1919، وأصبحت عضوا كامل العضوية في الرابطة العالمية للمرشدات وفتيات الكشافة في عام 1966. المنظمة للفتيات فقط وتخدم 225 عضوة (اعتبارا من عام 2003).